# Erebia themistocles
Erebia themistocles är en fjärilsart som beskrevs av De Loche 1801. Erebia themistocles ingår i släktet Erebia och familjen praktfjärilar. Inga underarter finns listade i Catalogue of Life.